# Woszczyce
Woszczyce (deutsch Woschczytz, Woschütz, tschechisch Voštice) ist der südwestlichste und älteste Stadtteil mit einem Schulzenamt von Orzesze im Powiat Mikołowski der Woiwodschaft Schlesien in Polen.

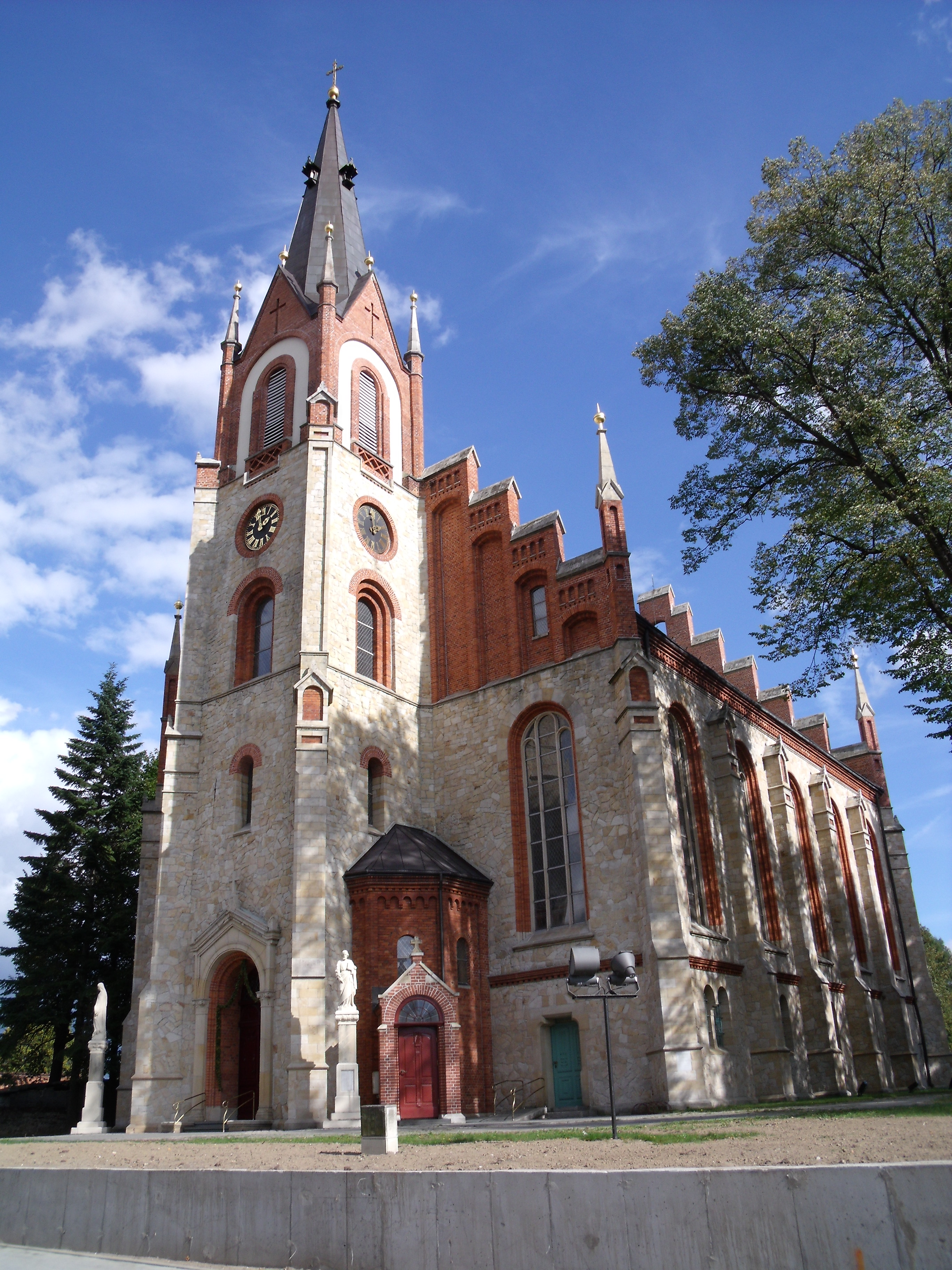
Ortskirche

## Geschichte
Nach einem Chronisten aus dem 16. Jahrhundert wurde die örtliche Parochie schon im Jahr 1003 errichtet und die erste Kirche um 1150 von Peter a Woschczutzki gebaut. Die Pfarrei Woskic wurde jedoch im Peterspfennigregister des Jahres 1326 im Dekanat Auschwitz des Bistums Krakau erstmals urkundlich erwähnt.
Der Ort liegt am westlichen Rand des Teilgebiets Oberschlesiens, das bis 1177/1178 zu Kleinpolen bzw. zum Herzogtum Krakau gehörte und dann zum Herzogtum Ratibor kam, das von den Schlesischen Piasten regiert wurde. Aus dieser Zeit rührte die bis 1821 bestehende Zugehörigkeit zum Bistum Krakau (danach im Bistum Breslau, ab 1925 im Bistum Katowice). 1237 wollte Konrad I. ein Zisterzienserkloster im Dorf stiften, aber der Bau wurde wegen des Mongolensturms im Jahr 1241 nie vollendet – am Ende entstand das Kloster Rauden in Rudy (Groß Rauden), nördlich von Racibórz (Ratibor).
Das Herzogtum Oppeln-Ratibor wurde 1281 nach dem Tod von Wladislaus I. von Oppeln geteilt und am Ende verblieb Woszczyce weiterhin beim Herzogtum Ratibor. 1327 übergab Herzog Lestko sein Herzogtum als ein Lehen an die Krone Böhmen. Nach dem Tod des Herzogs Lestko 1336 fiel es zusammen mit dem Herzogtum Ratibor als erledigtes Lehen an Böhmen. 1337 übertrug der böhmische König Johann von Luxemburg das Herzogtum Ratibor wiederum als ein Lehen an Nikolaus II. von Troppau, der dem Troppauer Zweig der Přemysliden entstammte. Dessen ältester Sohn Johann I. erhielt 1365 als Alleinerbe das Herzogtum Ratibor und begründete die Přemyslidische Stammlinie Troppau-Ratibor.
Im späteren 15. Jahrhundert in der Zeit des ungarisch-böhmischen Kriegs wurde die Umgebung von Pless vom Teschener Herzog Kasimir II. beherrscht. Am 21. Februar 1517 wurde das Dorf Wossticzeo (das Verkaufsdokument war tschechischsprachig) mit der Freien Standesherrschaft Pleß von Kasimir II. an Alexius von Thurzo verkauft.
Nach dem Tod des Königs Ludwig II. gelangte die Krone Böhmen und damit auch Schlesien 1526 an die Habsburger. Sie waren Landesherren von Schlesien in ihrer Eigenschaft als Könige von Böhmen. Nach dem Bericht der Visitation des Krakauer Archidiakons Krzysztof Kazimirski im Jahr 1598 war die Kirche in protestantischen Händen.
Nach dem Ersten Schlesischen Krieg und dem Vorfrieden von Breslau fiel Woschczytz mit dem größten Teil Schlesiens an Preußen. Ab 1816 gehörte es zum Kreis Pleß, mit dem es bis 1922 verbunden blieb. Ab 1836 gehörte das Dorf zu Franz von Winckler und blieb in der Familie bis 1945.
In der Volksabstimmung in Oberschlesien über die künftige Zugehörigkeit Oberschlesiens vom Jahre 1921 votierten 186 von 299 Wählern für Polen, 113 Stimmen votierten für Deutschland.
Nach der polnischen Annexion Ostoberschlesiens 1922 gehörte Woszczyce zu Polen. Unterbrochen wurde dies nur durch die Besetzung Polens durch die Wehrmacht im Zweiten Weltkrieg.
1975 wurde es nach die Stadt Orzesze in der Woiwodschaft Katowice eingemeindet.